# Mosquée El Sfar
La mosquée El Sfar (arabe : مسجد الصفار) est une ancienne mosquée tunisienne, qui n'existe plus de nos jours et qui était située au sud de la médina de Tunis.

## Localisation
Elle se trouvait sur la rue Sidi Sourdou.

## Histoire
Le saint homme Mohammed Ben Ali Sourdou (arabe : محمد بن علي الصوردو), connu sous le nom de Sidi Sourdou et mort en 1873 (1290 de l'hégire), avait l'habitude de prier dans cet édifice.